# Ребека Ярос
Ребека Ярос (на английски: Rebecca Yarros) е американска писателка на произведения в жанра любовен роман, еротичен любовен роман и епично фентъзи, както и блогър.

## Биография и творчество
Ребека Ярос е родена на 14 април 1981 г. във Вашингтон, окръг Колумбия, САЩ, в семейство на военни. Израства в Колорадо. Завършва европейска история и английски език в университета на Трой, Алабама. Омъжва се за военен летец, с когото имат шест деца (четири сина и две момичета), като една от дъщерите им е осиновена. Чете много и започва да пише, докато съпругът ѝ е изпратен в Ирак и Афганистан.
Първият ѝ роман „Пълни мерки“ от поредицата „Полет и слава“ е издаден през 2014 г. Той е любовна история между военна вдовица и перспективен хокеист. Следващите романи от поредицата също други любовни истории свързани с армията и трудните връзки. За приноса ѝ към света на романтичната литература получава наградата на Колорадо за романа „Очи, обърнати към небето“ от 2014 г.
През 2021 г. е издаден романът ѝ „Всичко, което оставихме недовършено“. В историята писателят Ноа е нает от Джорджа Стантън, правнучка на известната писателка Скарлет Стантън, да довърши започналия от авторката роман, който разказва за връзката ѝ с пилот от Втората световна война. Но с проучванията на писмата ѝ те разбират защо не е продължила. Самата Джорджа също е изправена пред избор.
През 2023 г. е издаден романът ѝ „Четвърто крило“ от фентъзи поредицата „Емпирий“ (Имперският колеж за ездачи на дракони). Младата и крехка Вайълет Соренгейл се подготвя за служба в Квадранта на писарите, но майка ѝ, главнокомандващата генерал Соренгейл, я изпраща в елитната школа за драконови ездачи. Там конкуренцията е на живот и смърт, правилата не забраняват убийствата, и тя трябва да се опази хитрост и коварна тактика, и от кадетите и от самите дракони. А тя подозира и военни в укриване на ужасна тайна. Романът става бестселър и е взет от Майкъл Би Джордан за компанията Amazon MGM Studios за адаптация в телевизионен сериал.
Авторката има синдром на Елерс-Данлос, както и нейните синове. Съосновава със съпруга си през 2019 г. организацията с нестопанска цел OneOctober, която работи за подобряването на живота на децата в приемната система. Блогът ѝ „Единственото момиче сред момчетата“ за сложните проблеми около военния живот е избран за най-добрия за военни майки.
Ребека Ярос живее със семейството си в Колорадо Спрингс, Колорадо.

## Произведения

### Самостоятелни романи
- The Last Letter (2019)[1][2][3][5]
- Great And Precious Things (2020)
- The Things We Leave Unfinished (2021)
Всичко, което оставихме недовършено, изд.: ИК „ЕРА“, София (2023), прев.
- In the Likely Event (2023)

### Поредица „Полет и слава“ (Flight & Glory)
1. Full Measures (2014)[1][2]
2. Eyes Turned Skyward (2014) – награда на Колорадо
3. Beyond What is Given (2015)
4. Hallowed Ground (2015)
5. The Reality of Everything (2020)

### Поредица „Наследство“ (Legacy)
1. Reason to Believe (2018)[1][2]
2. Somewhere I Belong (2018)

### Поредица „Ренегати“ (Renegades)
1. Wilder (2016)[1][2]
2. Nova (2017)
3. Rebel (2017)

### Поредица „В любовен дует“ (In Luv Duet) – с Джей Крауноувър
1. Girl in Luv (2019)[1][3]
2. Boy in Luv (2019)

### Поредица „Емпирий“ (Empyrean)
1. Fourth Wing (2023)[1][2][4]
Четвърто крило, изд.: „Сиела“, София (2023), прев. Мариана Христова
2. Iron Flame (2023)
Железен пламък, изд.: „Сиела“, София (2024), прев. Мариана Христова
3. Onyx storm (2025)
Буря от оникс, изд.: „Сиела“, София (2025), прев. Мариана Христова

### Участие в общи серии с други писатели
- Love in the 80s (2016) в поредицата „Любов през 80-те“ (Love in the '80s) – с други[3]
- Muses and Melodies (2020) в поредицата „Забележка за мълчание“ (Hush Note)
- A Little Too Close (2022) в поредицата „Планината Мадиган“ (Madigan Mountain)

### Сборници
- Australia (2020) – с други[1][3]
- Nightingale (2022) – с други

### Екранизации
- ?? Fourth Wing – тв сериал, изпълнителен продуцент